# Crucișor, Satu Mare
Crucișor (maghiară Borválaszút) este satul de reședință al comunei cu același nume din județul Satu Mare, Transilvania, România.

## Date geografice
În cadrul județului Satu Mare  perimetrul Crucișor  se situează în Culmea - Zona Codrului (vârful Codrului, în denumirea locală) și face parte din relieful de măguri-resturi ale munților cristalini în formațiunile terțiare. 
Piemontul Codrului aflat la poalele masivului cristalin al Culmii Codrului este constituit dintr-o zonă de dealuri piemontane, brăzdate de ape curgătoare, formate dintr-o intercație de nisipuri, pietrișuri, argile și morne; parte din aceste dealuri sunt împădurite sau acoperite cu pajiști naturale, altele cu pajiști de cultură si plantații pomicole Versantul Nordic al Culmii Codrului este drenat de Râul Homorod și afluenții săi pe o lungime de 30 de km.

## Istoric
Menționată documentar, prima oară, în 1231.

## Economie
- Exploatări forestiere și de argile colorate.
- Pomicultură (meri, peri, pruni, cireși).